# Bernard Comrie
Bernard Comrie (* 23. Mai 1947 in Sunderland) ist ein englischer Linguist.

## Leben
Comrie war von 1997 bis zu seiner Pensionierung 2015 Direktor der ehemaligen Abteilung Linguistik am Max-Planck-Institut für evolutionäre Anthropologie in Leipzig sowie seit 2002 außerdem Distinguished Professor of Linguistics an der University of California, Santa Barbara. An der University of Cambridge erwarb er die akademischen Grade B. A. und 1972 Ph. D. 1978 wurde er Associate Professor an der University of Southern California, 1981 Professor.
Comrie ist besonders bekannt für seine Arbeiten auf den Gebieten Sprachtypologie und Universalienforschung. Unter anderem leitete er die Erstellung des 2005 fertiggestellten World Atlas of Language Structures (WALS).

## Ehrungen
- Mitglied der Sächsischen Akademie der Wissenschaften zu Leipzig (seit 1999)
- Korrespondierendes Mitglied der Britischen Akademie (seit 1999)
- Ausländisches Mitglied der Königlich-Niederländischen Akademie der Wissenschaften (seit 2000)
- Mitglied der Academia Europaea (seit 2006)
- Ehrendoktor, La Trobe University, Australien (seit 2004)
- Ausländisches Mitglied der Russischen Akademie der Wissenschaften (seit 2016)[2]

## Buchveröffentlichungen
- Aspect. An introduction to the study of verbal aspect and related problems (= Cambridge Textbooks in Linguistics. Vol. 2). Cambridge University Press, Cambridge u. a. 1976, ISBN 0-521-21109-3.
- The languages of the Soviet Union. Cambridge University Press, Cambridge u. a. 1981, ISBN 0-521-23230-9.
- Language universals and linguistic typology. Syntax and morphology. Blackwell, Oxford u. a. 1981, ISBN 0-631-12971-5.
- Tense. Cambridge University Press, Cambridge u. a. 1985, ISBN 0-521-23652-5.
- als Herausgeber: The world's major languages. Croom Helm, London u. a. 1987, ISBN 0-7099-3423-8.